# Scythia stipae
Scythia stipae är en insektsart som beskrevs av Hadzibejli 1967. Scythia stipae ingår i släktet Scythia och familjen skålsköldlöss. Inga underarter finns listade i Catalogue of Life.